# Manuel Díez Cabral
Manuel Vicente Diez Cabral (Santo Domingo, República Dominicana; 16 de julio de 1964) es un empresario y dirigente gremial dominicano. Es Presidente de Diesco y de su Consejo Consultivo, un grupo multilatino que opera en los sectores de Empaques, Bebidas, Proyectos y Capital y que está presente en el Caribe, Centroamérica, norte de Suramérica y el sureste de los Estados Unidos. 
Diez Cabral actualmente es miembro de la Junta Asesora del Consejo Nacional de Competitividad del Presidente de la República Dominicana. Además, es miembro del Consejo Asesor de Martin Preferred Foods, empresa proveedora de proteínas para las industrias de restaurantes y hotelería con sede en Houston, Texas.

## Biografía
Manuel Vicente Diez Cabral proviene de familias que tienen profundas raíces en la historia y sociedad dominicana.  De parte de su padre, Manuel Vicente Diez Méndez, sus orígenes se provienen de la villa costera de Luarca, en el litoral occidental de Asturias, España.  Tres de los hermanos Diez, uno de ellos siendo José Bonifacio Diez (Pepe) –abuelo de Manuel Vicente Diez Cabral- arribaron a República Dominicana a inicios de los años 1920s, y como la mayoría de los inmigrantes españoles de la época, sentaron bases e iniciaron negocios que con el tiempo se fueron constituyendo en emblemas del mercado nacional, como fue el caso de la reconocida tienda de Calzados La Favorita, ubicada en el icónico Edificio Diez —joya arquitectónica de la época— ubicado en la famosa calle El Conde, de la Zona Colonial en la ciudad de Santo Domingo.  
Su madre, María Josefina Cabral Vega, por su parte fue hija del notable abogado santiaguero José María Cabral Bermúdez y de Amalia Vega Battle. También era prima-hermana del fenecido presidente Donald Reid Cabral, del escritor y diplomático Julio Vega Battle, del empresario Juan Bautista Vicini Cabral y del antropólogo y escritor Bernardo Vega. Doña Fifa, como era conocida por sus allegados, fue sobrina del empresario José Armando Bermúdez Rochet y tía-abuela de la actriz Sarah Jorge León. 
En adición, Manuel Diez es tataranieto del orador y expresidente de la República Dominicana Marcos Cabral (1842-1903), cuya procedencia se remontaba a Portugal, Castilla y las Islas Canarias. A su vez, es descendiente de los presidentes Buenaventura Báez y José María Cabral y Luna.

#### Primeras etapas de la vida
Manuel Vicente realizó sus estudios de primaria en el colegio Carol Morgan School y de secundaria en el Colegio Loyola, donde se graduó en 1982. Más tarde se trasladó a Massachusetts, en los Estados Unidos, para estudiar en Williams College, donde se graduó en 1986 con una licenciatura en Historia y una especialización en Sistemas de Información y Cómputos.  Posteriormente se graduó del Kellogg School of Management  de Northwestern University en 1990, con un MBA en Marketing y Finanzas, donde fue galardonado con el Premio al Servicio Distinguido por sus contribuciones a la calidad de vida de los estudiantes de la universidad. También en Northwestern, y entre otros proyectos, fue el creador de la primera Latin American Business Conference de la universidad; evento que todavía hoy, más de 30 años después, sigue vigente.  

#### Inicios carrera profesional
Su desarrollo profesional transcurre a través de una amplia trayectoria internacional. Su vida laboral inició como Analista Financiero en Philip Morris International en la ciudad de Nueva York, desde 1986 a 1988.  En 1989 trabajó en el Departamento de Mercadeo  de la sede de Procter & Gamble para el Caribe en Puerto Rico. Luego desde 1990 a 1992 laboró para la agencia publicitaria Leo Burnett & Co en Chicago, como Coordinador de Marca para la cuenta de Kraft.  

## Regreso a República Dominicana

### Llegada a las empresas familiares
En 1992 Manuel Diez Cabral se trasladó a la ciudad de Santo Domingo, donde inició a dirigir los departamentos de Mercadeo, Ventas y Exportaciones de las compañías de empaques plásticos, Polyplas Dominicana y Termopac Industrial, que en ese momento formaban parte del Grupo Petroquímica fundado a mediados de la década de 1950, por su padre Manuel Vicente Diez Méndez, conocido como Don Manolo.   
Para inicios de los años 90, la República Dominicana junto a la mayoría de los demás países de Latinoamérica, estaba experimentando los principios de la globalización. Las reformas básicas implementadas redujeron las tarifas y las barreras de importaciones, presionando a los productores locales a modernizarse y ser más eficientes en sus procesos, o arriesgarse a ser dejados atrás en un mundo que cada vez se hacía más competitivo. 

### Sucesión y separación
A pesar de los pasos de avance que Manuel Vicente Diez Cabral logró impulsar a lo interno del Grupo Petroquímica, no obtuvo los mismos resultados en tratar de convencer a la gerencia de ese entonces, de que un cambio de las empresas era vital para asegurar la supervivencia.  A esto se sumaba una salud física de Don Manolo, cada vez más deteriorada que disminuía su habilidad para la toma de decisiones oportunas, como se requerían para conseguir los necesarios cambios.  Todo esto unido a la voluntad de evitar tensiones entre las generaciones familiares, hizo que Don Manolo decidiera realizar un acuerdo de sucesión entre sus dos hijos mayores, Manuel y José, quienes de inmediato diseñaron estrategias individuales para el desarrollo de cada negocio.  
Manuel Vicente adquirió la parte de empaques del grupo compuesta por las empresas Polyplas Dominicana y Termopac Industrial, mientras que José se encargó de las otras compañías no relacionadas con empaques, Quimsanto y Petroquímica.  Manuel, mostrando una clara visión de futuro, ideó la estrategia para el desarrollo y expansión de Polyplas y Termopac, la cual él resumía en tres palabras claves: Consolidación, Modernización e Internalización. 

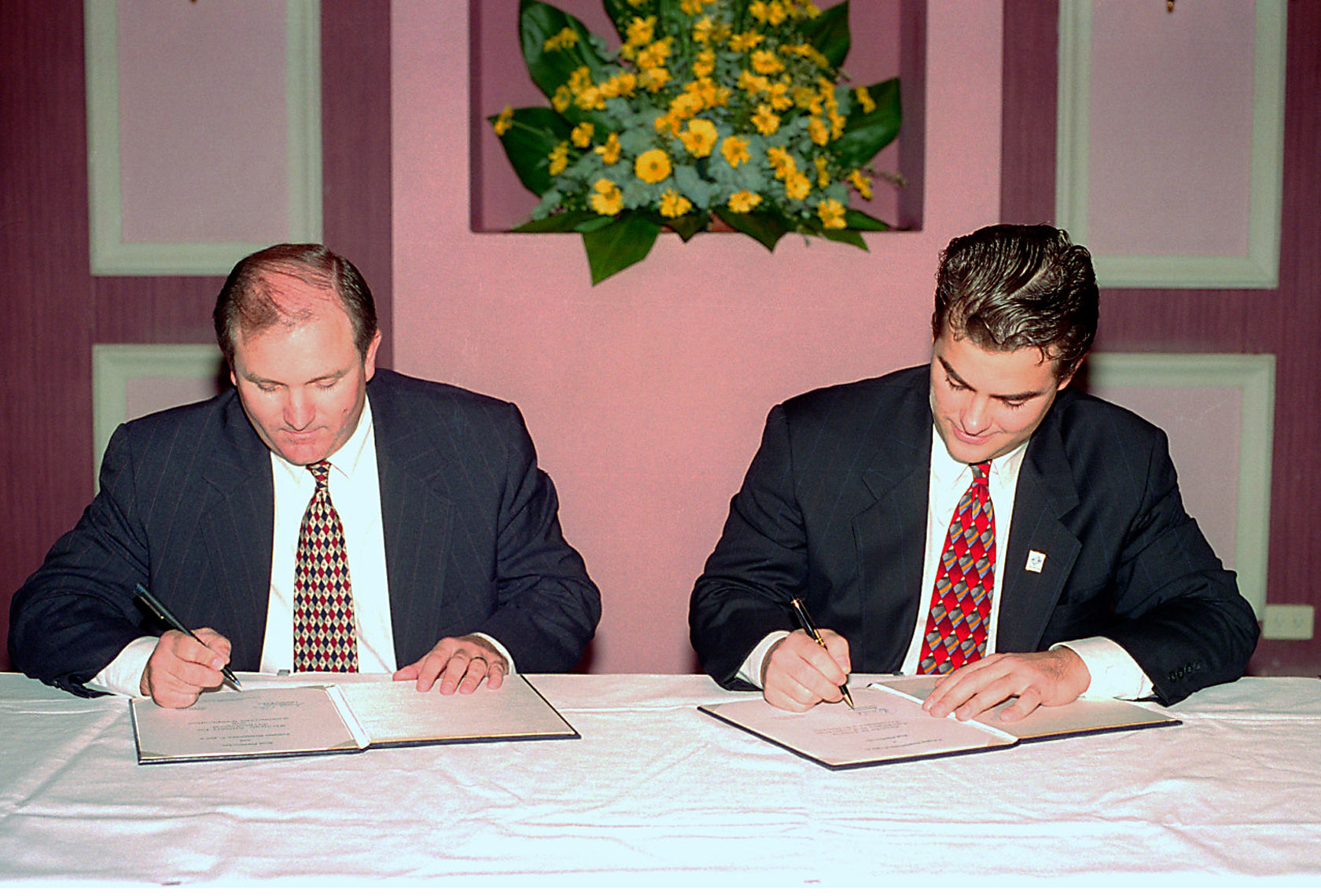
Firma de acuerdo entre Reid Plastics y Polyplas Dominicana, Santo Domingo, RD 1996.

Desde 1996 hasta 1999 importantes desarrollos comenzaron a generar resultados y cambios en el área de operaciones. Manuel Diez consiguió firmar una alianza estratégica con Reid Plastics, la compañía norteamericana líder en la manufactura de botellones, para la fabricación y comercialización exclusiva de botellones de policarbonato en el mercado de América Central y el Caribe.  
En este mismo período, Diez Cabral estaba poniendo su mirada en el exterior, con lo que estableció un sólido foco de negocios en la ciudad de Caguas, Puerto Rico, con la creación de Polyplas Internacional, como centro de distribución para toda la isla.  Simultáneamente, una extensa cadena de nuevos clientes y distribuidores se fue desarrollando, con visitas a más de 13 diferentes países del Caribe, con el fin de localizar clientes potenciales para los negocios que estaban creciendo. 

## Diesco

### Creación y expansión de Diesco
Con todos los cambios que se habían suscitado a lo interno de las compañías de empaques, sumado al naciente mercado puertorriqueño, el momento para conformar una entidad que pudiera entrelazar todos los esfuerzos que se habían ido realizando en una misma unidad de negocio, había llegado y así en el año 2000, se fundó Diesco.  
Dado el éxito obtenido con las actividades de ventas y distribución en Puerto Rico, el próximo paso fue el establecer una base para la manufactura y desarrollo de productos similares a las líneas manufacturadas en República Dominicana, pero que eran imposibles de fabricar en el país para exportar competitivamente al mercado puertorriqueño.  Esa oportunidad se hizo evidente en el 2002 cuando uno de los competidores de Termopac en Puerto Rico, Pac-Tech Inc., fue ofertado en ventas.  La adquisición del negocio proveyó la nueva operación para que Diesco finalmente pudiera tener una estructura de manufactura fuera de suelo dominicano.  Como parte de la compra, las operaciones de Polyplas Internacional fueron fusionadas con la nueva compañía, que pasó a llamarse Pac-Tech Internacional. 
Diesco, siguió expandiéndose, ahora hacia Latinoamérica. En el 2019 llevó a cabo su más reciente integración con la adquisición de RTD, S.A.S., una empresa dedicada a la producción de bebidas no-alcohólicas ubicada en Medellín, Colombia. Con una trayectoria de casi una década, esta compañía se había enfocado en desarrollar un amplio portafolio de productos tanto para marcas propias, como para marcas blancas de renombrados clientes en el mercado colombiano.   

### Diversificación e Internalización
A partir de su creación en el 2000, Diesco ha experimentado un crecimiento exponencial tanto a nivel de ventas, como de mercados y posicionamiento. De ser un grupo de tres empresas especializadas en el sector industrial, se ha convertido en uno de los conglomerados multisectoriales regionales con mayor alcance global, extendiéndose a más de 25 destinos en todo el Caribe, Centroamérica, Suramérica, adicional a un amplio número de lugares en el norte y sureste de los Estados Unidos de Norteamérica.  
Con alrededor de seis décadas de existencia (contados a partir de la fundación de su empresa Polyplas Dominicana), Diesco es hoy un grupo multilatino con 3 sedes en países latinoamericanos, más de 1,500 colaboradores, sobre 650 mil metros cuadrados de instalaciones y está diversificado en cuatro importantes sectores de negocios: Empaques - Termopac Industrial y Polyplas Dominicana; Bebidas - Pac-Tech International en Puerto Rico y RTD en Colombia; Proyectos - Interra y Captial - Advanced Asset Management (Administradora de Fondos de Inversión). 

### Consejo Consultivo (Board) Ganador

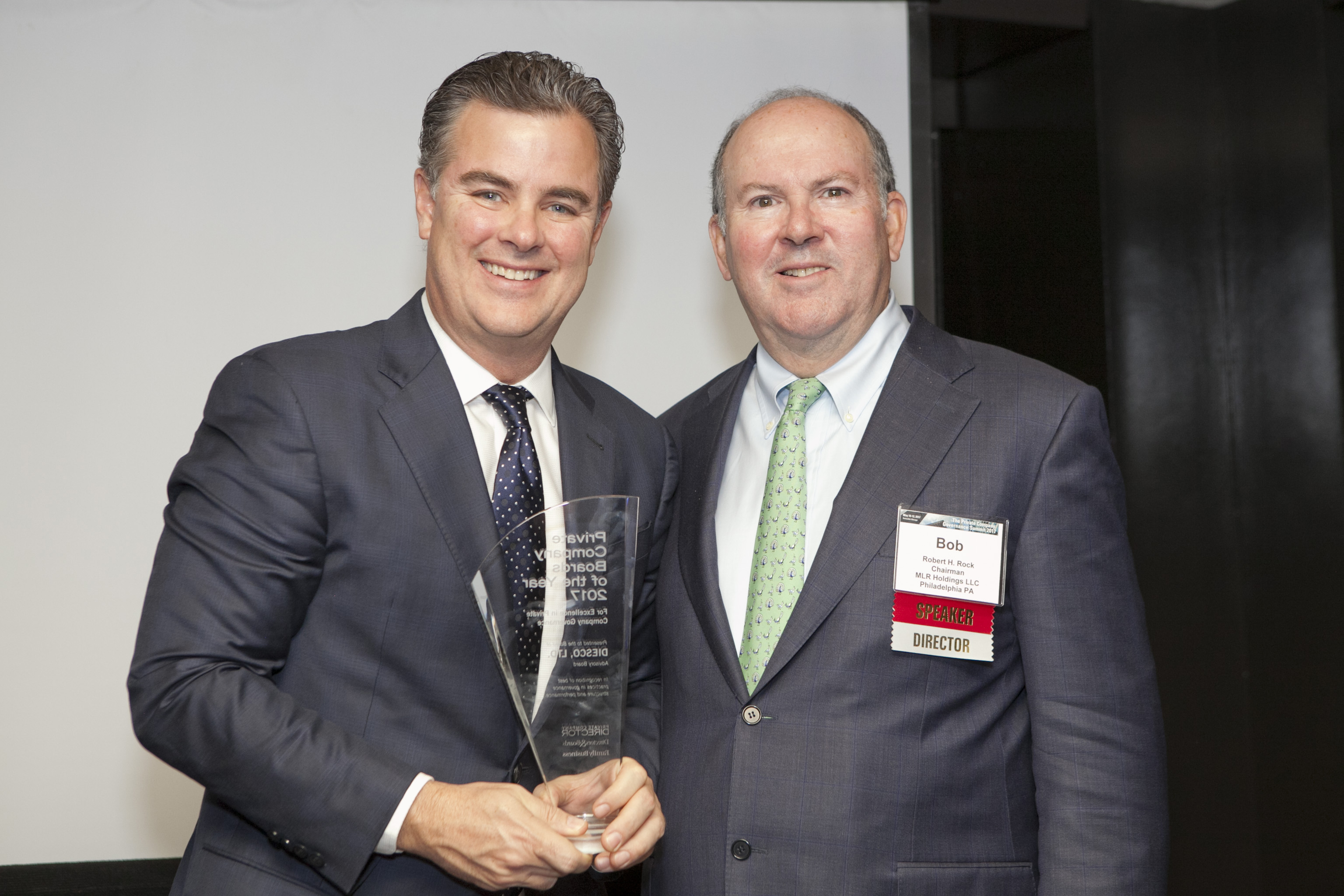
Manuel Diez recibe premio otorgado al Board de Diesco de parte de la Private Company Director y Family Business Magazine como mejor «Consejo Directivo Privado del Año 2017».

En junio de 2012 quedó conformado el Consejo de Directores de Diesco Ltd., compuesto por un grupo de líderes internacionales expertos en sus áreas de conocimiento y práctica.  Este Consejo tiene el propósito fundamental de asesorar al equipo de Directores de Diesco, en temas de relevancia estratégica, a la vez de proporcionar apoyo y orientación para el logro de las metas y objetivos que traza la organización   
Para el año 2017 el Board de Diesco fue galardonado por las revistas internacionales Private Company Director y Family Business Magazine con el premio «Consejo Directivo Privado del Año 2017» en su categoría de «Mejor Consejo de Asesores», de una lista de decenas de empresas nominadas que primero se redujeron a 19 semifinalistas y luego a 8 empresas finalistas de diferentes partes del mundo.

### Firma con Goldman Sachs

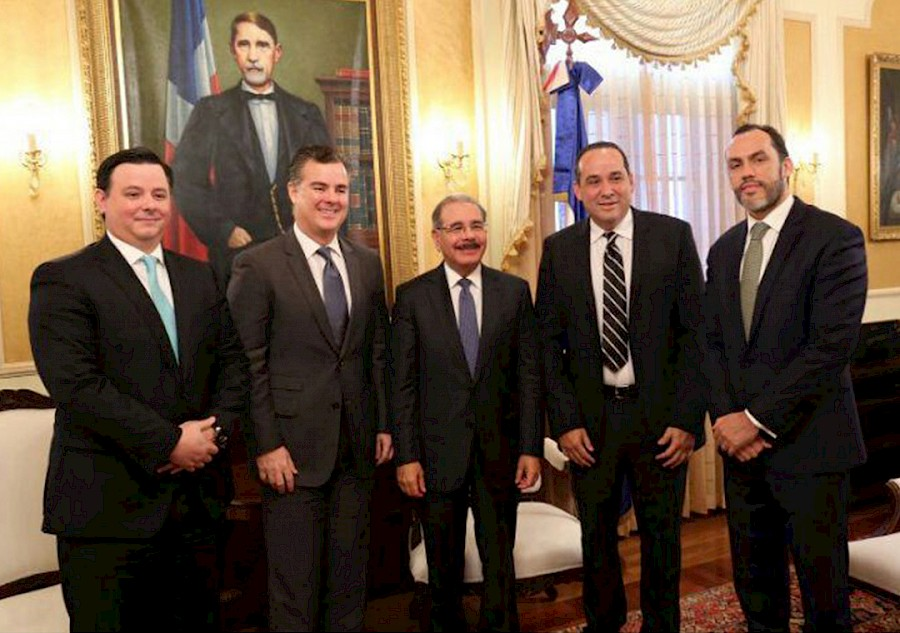
Manuel Diez y ejecutivos de Diesco presentando al Presidente de la República Dominicana acuerdo financiero firmado por Goldman Sachs por RD$4,000 millones.

Diesco firmó con Goldman Sachs, en enero del 2017, lo que se convirtió en el primer acuerdo histórico financiero del mundo empresarial de la República Dominicana, por un monto equivalente a $4,000 millones de pesos dominicanos. Esta transacción crediticia fue la primera inversión de Goldman Sachs en el país, lo cual representó un significativo respaldo a grupo Diesco y al clima de inversión en la República Dominicana en general.

## ADOPASITO: primeros pasos en el mundo gremial
Como en otras áreas de su vida, Don Manolo, quien fuera gran promotor líder y pionero de caballos de paso fino en la República Dominicana, ejerció una gran influencia en su hijo en esta área también.  Manuel Diez Cabral fue el creador de la primera Asociación de Caballos de Paso Fino para jóvenes en el país: ADOPASITO, la cual fundó y presidió por dos años consecutivos de 1980 a 1982.  ADOPASITO sin duda, fue un pronóstico de la carrera gremial que más adelante desarrollaría, por más de una década. 

## Legado en YPO
Diez Cabral fue Chairman del Capítulo Dominicano de la Young President’s Organization (YPO) para los años 2006-2007. También fungió como Chairman para la Región del Caribe en el período desde 2008 a 2009. YPO es la comunidad de liderazgo global de directores ejecutivos extraordinarios conformada por más de 30,000 miembros esparcidos en sobre 142 países alrededor del mundo.

## Gestión gremial

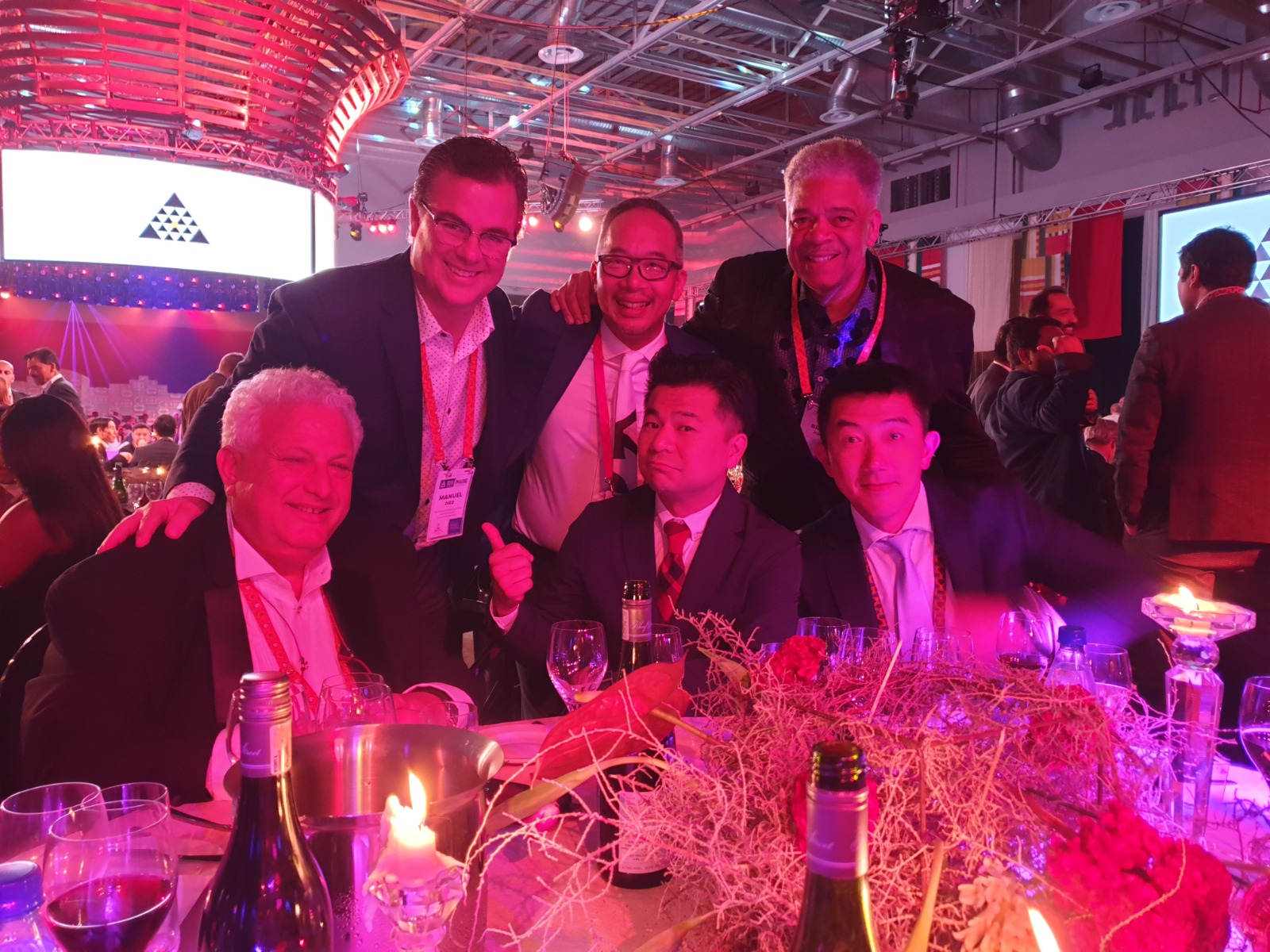
Manuel Diez participando en conferencia de YPO en Estados Unidos.

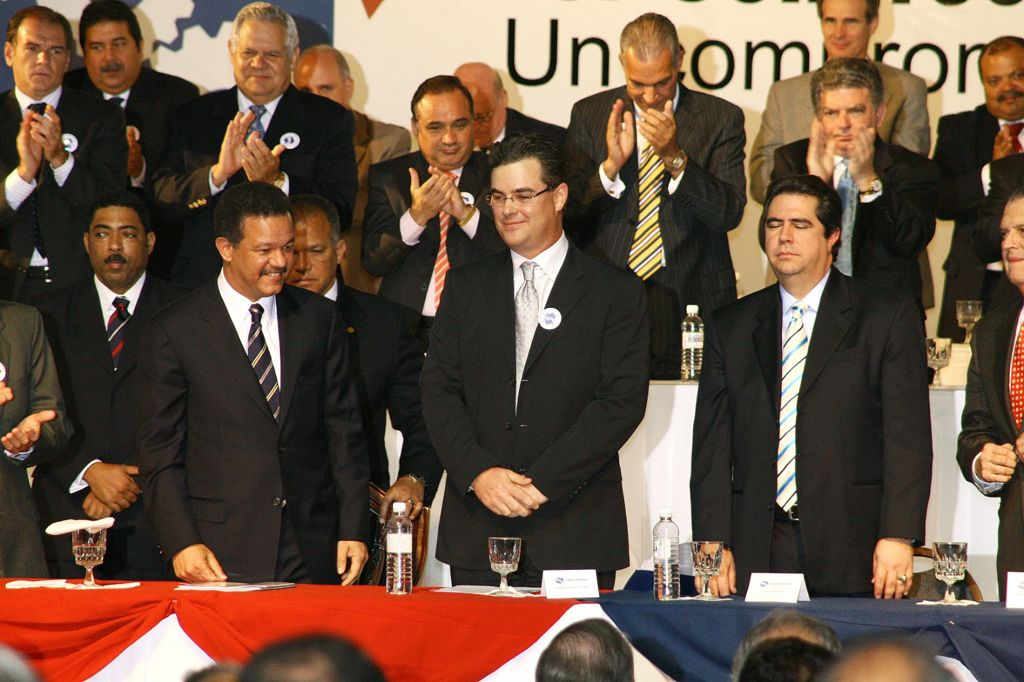
Manuel Diez como presidente de la AIRD, presidiendo el Primer Congreso de la Industria Dominicana, Santo Domingo, 2007.

En el ámbito gremial, desde 2010 hasta 2014 Manuel Diez fungió como presidente del Consejo Nacional de la Empresa Privada (CONEP), la principal asociación empresarial del sector privado dominicano. De igual modo, fue presidente de la Asociación de Industrias de la República Dominicana (AIRD), por dos ciclos consecutivos (2007-2008 y 2009-2010) y previamente sirvió como presidente de la  Asociación Nacional de Jóvenes Empresarios (ANJE), para el período 2003-2004. 
Diez Cabral también se desempeñó como miembro de la junta directiva de la Cámara Americana de Comercio de la República Dominicana (AMCHAMDR), de la Cámara de Comercio Dominicano-Guatemalteca, Bolsa de Valores de la República Dominicana (BVRD) y la Fundación Institucionalidad y Justicia (FINJUS).  

## Fundación de Barna

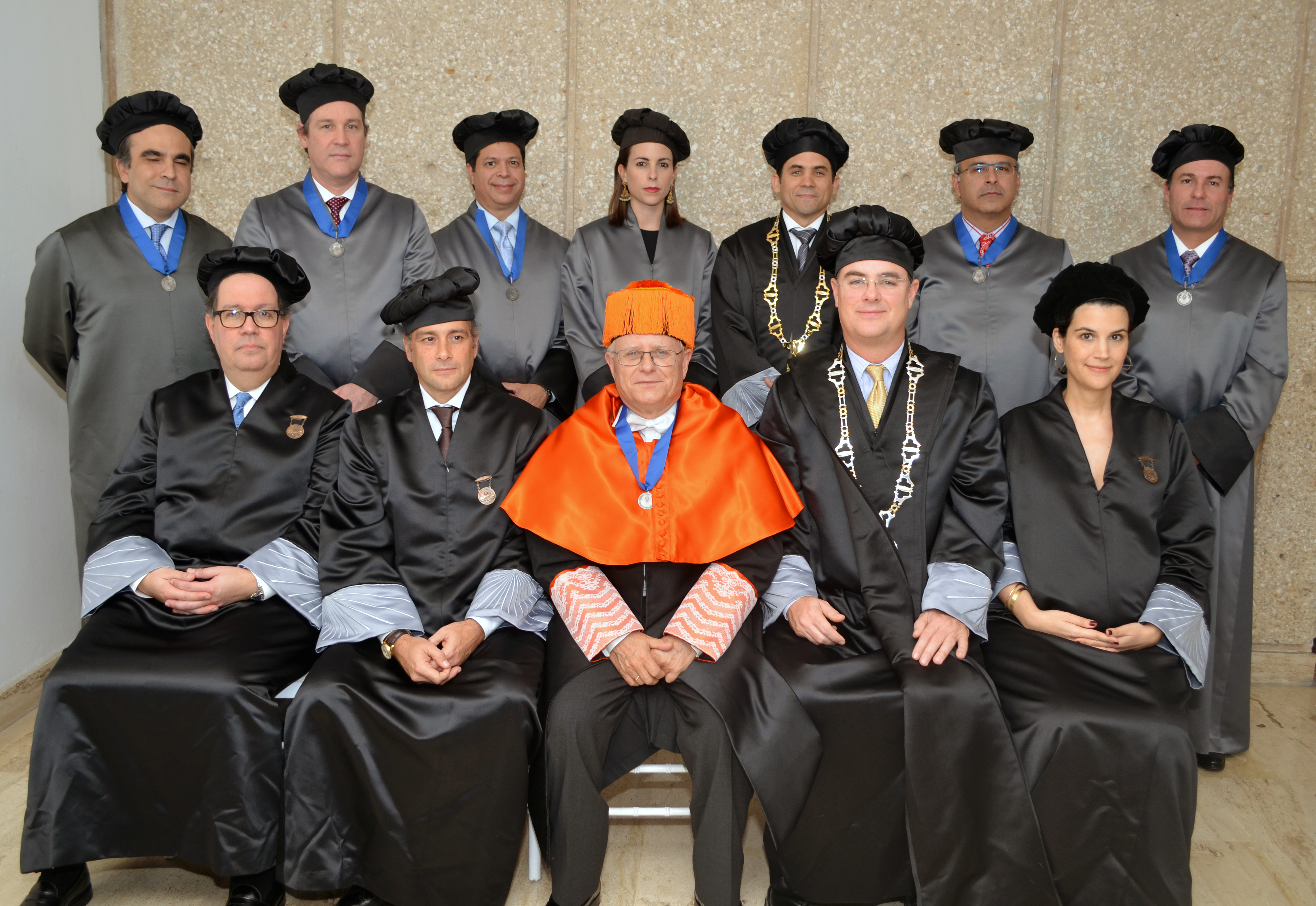
Consejo de Administración de Barna Management School, con Manuel Diez como su presidente.

Otra faceta destacable de Manuel Diez Cabral, ha sido la educación, ya que ha sido un defensor y apasionado del aprendizaje continuo.  Su convicción y deseo de apostar al desarrollo tanto del talento humano dominicano, como del sector empresarial, lo llevaron a convertirse en uno de los miembros fundadores de Barna Management School, la primera escuela de administración independiente en la República Dominicana y la principal escuela de negocios en el país.  En la actualidad, Manuel Diez es el presidente del Consejo de Administración de esta prestigiosa institución de altos estudios. 

## Experiencias en IESE y Singularity

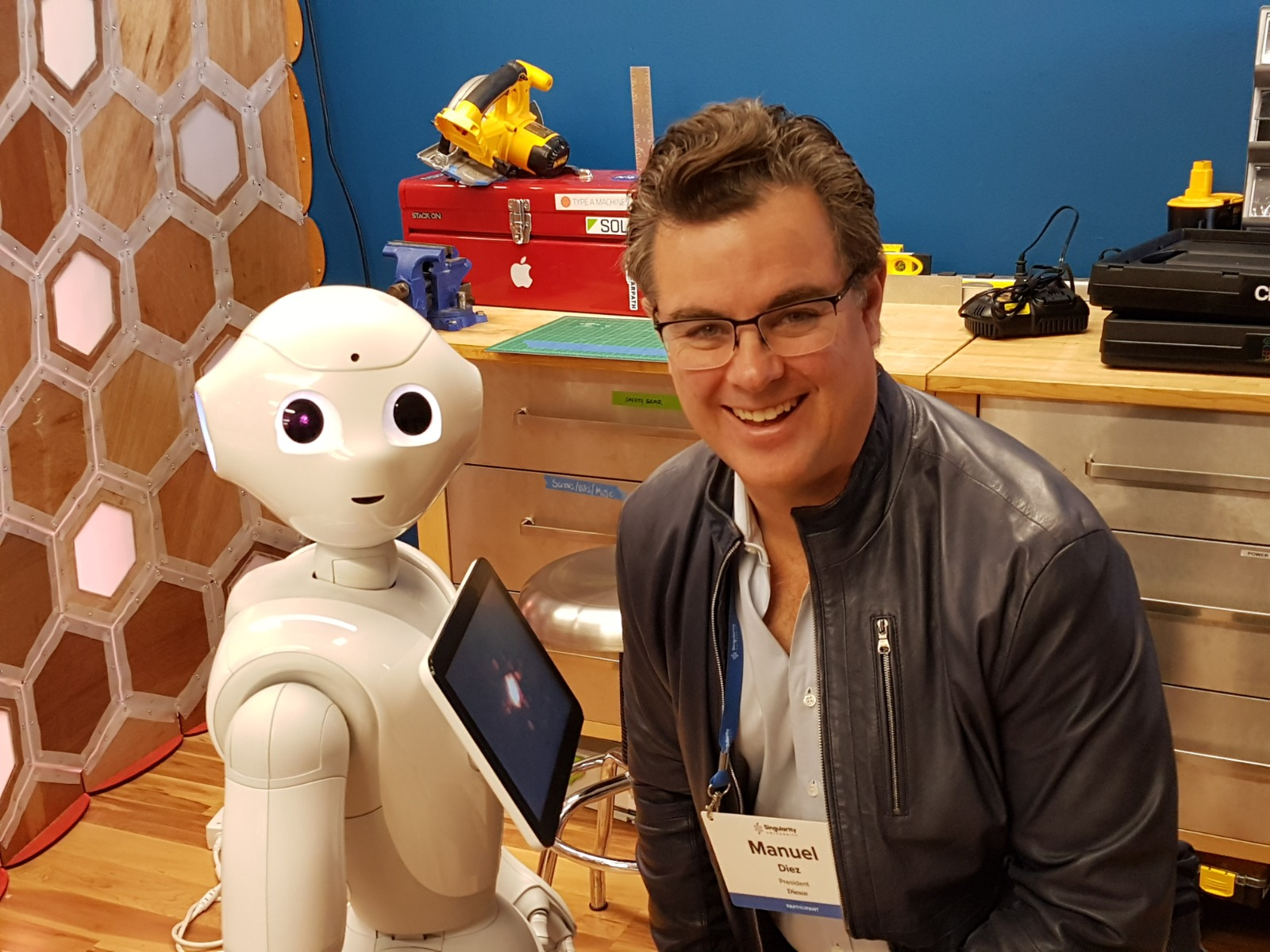
Manuel Diez en Singularity University junto a Pepper, el peculiar robot asistente que da la bienvenida.

Para 2010, Manuel Vicente decidió embarcarse en el Programa de Gestión Avanzada (Advanced Management Program-AMP-), del IESE Business School de la Universidad de Navarra, con el interés de ampliar su visión sobre nuevos conceptos e ideas que le sirvieran para diseñar innovadoras estrategias de dirección a tono con las exigencias del mundo actual.  El AMP está diseñado para exponer a los directivos de las empresas a las últimas tendencias que dan forma a los negocios globales, a la vez de ayudarles a ampliar el conocimiento, la percepción y la mentalidad para impulsar y mantener una ventaja competitiva en sus organizaciones.
Para el 2017 Manuel Diez Cabral solicita y es admitido en el riguroso Programa de Educación Ejecutiva del Singularity University en California, donde interactuó con reconocidas figuras de clase mundial.  Un hecho, que puso en evidencia el carácter inquieto y curioso de Manuel Diez, se encuentra registrado en la premiación del Primer Lugar de esa promoción, que recibió su grupo de prácticas de la asignatura de Robótica, por el ingenioso diseño del Robot que crearon.

## Consejo de Competitividad Nacional
En el año 2018 Manuel Diez Cabral, junto con otros 37 empresarios y nueve ministros, fue nombrado y juramentado por el presidente de la República Dominicana, como miembro honorífico de la Junta Asesora del Consejo Nacional de Competitividad (CNC), según está contemplado en el  Decreto 389-17.
Este cuerpo consultivo fue creado con la finalidad de intercambiar informaciones y plantear propuestas sobre los retos que tienen los distintos sectores productivos de la República Dominicana con miras a mejorar la competitividad.  Esa nueva estrategia se compone de acciones encaminadas a dinamizar los sectores productivos dominicanos, lo que a su vez incide de manera positiva en el desempeño de la economía del país y en los índices mundiales que valoran los niveles de competitividad, todo esto a través de los pilares establecidos. 
Durante el evento de lanzamiento de Alyon, Manuel Diez Cabral expresó que el nacimiento de esta plataforma viene a acelerar su visión de expansión empresarial, con el compromiso de seguir apoyando el desarrollo social, económico y medioambiental en los países donde ésta tiene presencia.  

## Segunda inversión de Goldman Sachs y Alyon

### Goldman Sachs invierte US$275 millones en DIESCO[18]
La industria Diesco, liderada por el empresario Manuel Diez Cabral, anunció en un magno evento llevado a cabo en el Garden Tent del Hotel El Embajador, una operación financiera que acelerará su expansión en Latinoamérica y que consiste en un aporte de 275 millones de dólares a la compañía de parte del principal banco de inversión internacional Goldman Sachs . La transacción tuvo como objetivo acelerar la expansión regional de Diesco, a través de un aporte de 275 millones de dólares que incluyen acciones preferidas de 113 millones de dólares de parte del fondo de Goldman Sachs Asset Management’s West Street Strategic Solutions. 
Goldman Sachs afirma que la inversión realizada en Diesco representa una oportunidad para respaldar las plataformas de bebidas industriales y de consumo establecidas en Latinoamérica y continuar impulsando su crecimiento en toda la región. La inversión también permite que Diesco sume innovación adicional en iniciativas ambientales, sociales y de gobernanza. 

#### Nacimiento de Alyon
Alyon, es una red empresarial global y multisectorial que nació como resultado del respaldo financiero que Goldman Sachs, el principal banco de inversión internacional, realizó en Diesco y que fue anunciado formalmente el 25 de octubre del 2022.  Este ecosistema de empresas está conformado por una división industrial de empaques y bebidas con operaciones en República Dominicana, Puerto Rico y Colombia (Diesco); una división de capitales (Advanced), una unidad de proyectos inmobiliarios (Interra), y un área de educación e inversión social, a través de Barna Management School. 

## Vida personal
En la actualidad Manuel Vicente está casado con la diseñadora de modas Silvia Argüello, creadora y fundadora de Rosa Clandestino y reconocida por sus eclécticas creaciones, que dan como resultado piezas con una combinación exquisita de sofisticación y originalidad.  El distintivo estilo de Argüello en sus diseños, se debe en gran medida a que ella misma conjuga en su ascendencia, una interesante mezcla de nacionalidades y culturas, ya que es hija del nicaragüense Xavier Argüello y de la cubana Olga Arellano. Fue criada en Honduras y luego vivió y estudió en diferentes países como Estados Unidos, Francia e Italia.  
Manuel y Silvia tienen una hija, Ambra Josefina Diez Argüello y los tres viven en la ciudad de Santo Domingo en la República Dominicana.  
En su primer matrimonio con Aída Natalie Hazoury Toca, hija de Romes Hazoury Tomes, libanés, y Aída Odette Altagracia Toca Simó, procreó cuatro hijos: Daniela Amalia Diez Hazoury, Natalie Sofía Diez Hazoury, Manuel Javier Diez Hazoury y Daniel André Diez Hazoury. 

### Pasión por la aviación
Desde muy niño Manuel Vicente desarrolló una pasión por los aviones, quizás por el espíritu inquieto que siempre lo ha caracterizado, o quizás porque desde muy temprana edad acompañaba a su padre a diferentes viajes, y esos recorridos en avión se convertían en fascinantes aventuras para Manuel. 
Esta pasión por los aviones fue creciendo con los años a tal grado que lo impulsó a querer aprender a pilotear uno de estos inquietantes artefactos. De esta manera y en un día casual, en un paseo por las costas de Miami Beach, conoció a Tony Anderson, un experimentado piloto profesional y profesor de hidroaviones, y es ahí cuando decide ir tras su sueño, y aprender a operarlos. Intensas clases, largas prácticas y tenaz perseverancia rindieron sus frutos, y un año más tarde, Manuel Diez Cabral obtuvo su licencia de piloto de aviones.  